# Clan Uesugi
Il clan Uesugi (上杉氏?, Uesugi-uji) fu un clan di samurai  della provincia di Echigo, discendente dal clan Fujiwara e particolarmente noto durante i periodi Muromachi e Sengoku.
Il clan si divise in tre rami familiari, gli Ōgigayatsu, Inukake e Yamanouchi Uesugi che raggiunsero una notevole influenza durante i periodi Mumomachi e Sengoku. Gli Uesugi probabilmente sono maggiormente noti da Uesugi Kenshin (1530–1578), inizialmente appartenente alla famiglia Nagao, che diventò uno dei più influenti signori della guerra del periodo Sengoku. Il nome familiare è spesso tradotto come Uyesugi, che è rappresentativo del sistema kana; l'ortografia "ye" non è più utilizzata nella giapponese.
Nel periodo Edo, gli Uesugi furono identificati come uno dei clan Tozama, al contrario dei Fudai che erano stati degli alleati del clan Tokugawa durante la battaglia di Sekigahara

## Periodo Muromachi
La madre dello Shōgun Ashikaga Takauji (1305–1358) era figlia di Uesugi Yorishige e nipotina di Uesugi Shigefusa. I tre rami della famiglia Uesugi discendono da Uesugi Yorishige.
Per tutto il periodo Muromachi i membri del clan vennero designati come shugo (governatori provinciali), e spesso anche la carica di Kantō Kanrei (vice-shogun nel Kantō).
Guadagnarono così tanto potere nella regione del Kantō che, quando nel 1449 Ashikaga Shigeuji uccise il vice Kanrei Uesugi Noritada per diminuire o eliminare del tutto il potere della famiglia, gli Uesugi si mossero e cacciarono Shigeuji dalla zona, chiedendo allo shogunato a Kyoto un altro Kanrei. Questa operazione lasciò gli Uesugi estremamente potenti all'interno della regione del Kantō, il clan crebbe velocemente e si divise in tre rami, dal nome della loro località di origine. Gli Ōgigayatsu avevano la sede al castello di Kawagoe nella provincia di Musashi, mentre gli Yamanouchi a Hirai nel Kozuke. Il terzo ramo, gli Inukake, tennero un castello nella regione di Echigo.
I tre rami della famiglia iniziarono una lotta interna per il controllo del clan e della regione non appena si divisero, ed intensi combattimenti continuarono per circa venticinque anni, fino alla fine della guerra Ōnin nel 1477, che mise termine allo shogunato. I rami Ōgigayatsu e Yamanouchi sopravvissero al conflitto, mentre degli Inukake si persero le tracce.

## Periodo Sengoku
Tradizionalmente gli Ōgigayatsu si appoggiarono al clan Ōta, mentre gli Yamanouchi al clan Nagao di Echigo come alleati. Ōta Dōkan, un vassallo degli Ōgigayatsu Uesugi, che erano meno numerosi dei loro cugini Yamanouchi, diede loro un forte aumento di potere con la costruzione del castello di Edo nel 1450. Dall'altra parte, Nagao Tamekage si alleò con Hōjō Sōun, che diventerà più tardi uno dei maggiori rivali del clan Uesugi.
L'espansione del clan Hōjō nel sud del Kantō forzò i due rami degli Uesugi ad allearsi. Nel 1537 Kawagoe cadde in mano di Hōjō Ujitsuna. Poi nel 1545, entrambi i rami della famiglia Uesugi, che erano stati sconfitti, cercarono di riappropriarsi del loro potere. Tuttavia il ramo Ōgigayatsu della famiglia ebbe fine con la morte di Uesugi Tomosada, durante un tentativo fallito di riprendersi il castello di Kawagoe. Uesugi Norimasa, possessore del castello di Hirai che fu conquistato dagli Hōjō nel 1551, si presentò da Nagao Kagetora in ginocchio chiedendo il suo aiuto. Kagetora accettò ma gli impose dure condizioni. Si fece adottare (dapprima divenne Uesugi Terutora e poi Kenshin dal 1552), si fece insignire dei titoli di Echigo-no-kami ("Signore di Echigo") e di Kanto-Kanrei ("Vice-shogun per le province del Kanto).
Iniziò così l'epoca del famoso Uesugi Kenshin (1530-1578), soprannominato il Dio della Guerra Vaisravana (una delle Sette Divinità della Fortuna buddiste; il suo nome, di origine indiana, venne tradotto in giapponese Bishamonten).
Alla fine del periodo Sengoku, il figlio adottivo di Kenshin Uesugi Kagekatsu, guida del clan, supportò Ishida Mitsunari durante la battaglia di Sekigahara. Come conseguenza della sconfitta, il clan Uesugi perse le proprie terre e venne trasferito in un feudo di piccole dimensioni in quella che oggi è la città di Yonezawa.

## Periodo Edo
A Uesugi Kagekatsu fu quindi assegnato il dominio Tozama di Yonezawa (300.000 koku) nella provincia di Dewa (provincia).
Molte ricerche sono state fatte sull'economia di Yonezawa durante il periodo Edo, particolarmente da Mark Ravina ma anche da altri, ed è molto rappresentativa dei domini tozama che furono assegnati ai clan non alleati dei Tokugawa durante la fine del periodo Sengoku. Yonezawa si trovava lontano dalla capitale, quindi assogettata a meno controllo politico da parte dello shogunato, ma per lo stesso motivo il suo commercio e la sua urbanizzazione risultavano penalizzate. Fu un dominio prettamente agricolo, il che rende chiara ancora una volta la prevalenza agricola di quel periodo.
Tuttavia, nonostante i progressi in campo agricolo e in generale un'elevata crescita avvenuta durante il XVII° secolo, Yonezawa, come la maggior parte del paese, subì un notevole calo di crescita dopo il 1700; entrò effettivamente prima in stagnazione e poi in declino. Le entrate, misurate in koku, furono tagliate della metà nel 1664, ma il clan continuò a spendere come prima, mantenendo lo stesso standard di vita nobiliare. Yonezawa, nuovamente rappresentativo della situazione di molti altri domini, entrò in debito, e fu particolarmente colpito dalle carestie del 1750. La situazione diventò così tragica che nel 1767, il daimyō Uesugi Shigesada considerò di riconsegnare i territori allo shogunato. Invece abdicò e assegnò a suo figlio Uesugi Harunori il ruolo di capo clan; attraverso riforme sia agricole che morali, unite ad altre di natura politica, Harunori trasformò il dominio. Nel 1830, meno di dieci anni dopo la morte di Harunori, lo shogunato elogiò Yonezawa come esempio di buon governo.
La Restaurazione Meiji del 1868 segnò l'abolizione del sistema Han, dei daimyō e della classe dei samurai.

## Periodo Meiji ed era moderna
L'attuale discendente in linea diretta del clan è Uesugi Kuninori (nato nel 1943), professore presso l'Istituto di spazio e scienze astronautiche del Ministero della Pubblica Istruzione.

## Membri noti del clan
- Uesugi Shigefusa (XIII secolo)
- Uesugi Norifusa (morto 1355)
- Uesugi Shigeyoshi (morto 1349)
- Uesugi Akiyoshi (morto 1351)
- Uesugi Yoshinori (morto 1378)
- Uesugi Noriharu (morto 1379)
- Uesugi Norikata (1335–1394)
- Uesugi Norimoto (1383–1418)
- Uesugi Norizane (1410–1466)
- Uesugi Kiyokata (morto 1442)
- Uesugi Fusaaki (1432–1466)
- Uesugi Noritada (1433–1454)
- Uesugi Akisada (1454–1510)
- Uesugi Tomooki (1488–1537)
- Uesugi Norimasa (1522–1579)
- Uesugi Tomosada (1525–1546)
- Uesugi Kenshin (1530–1578)
- Uesugi Kagetora (1552–1579)
- Uesugi Kagekatsu (1555–1623)
- Uesugi Harunori (1751–1822)
- Amakasu Kagemochi
- Ayukawa Kiyonaga
- Honjō Shigenaga
- Honjō Hidetsuna
- Irobe Katsunaga
- Jōjō Masashige
- Kakizaki Kageie
- Kawada Nagachika
- Kitajō Takahiro
- Kitajō Kagehiro
- Kojima Motoshige
- Kojima Yatarō
- Maeda Toshimasu
- Murakami Yoshikiyo
- Nagano Narimasa
- Nakajō Fujisuke
- Nakajō Kageyasu
- Naoe Kagetsuna
- Naoe Kanetsugu
- Ōkuma Tomohide
- Saitō Tomonobu
- Sanponji Sadanaga
- Shibata Naganori
- Shibata Shigeie
- Suda Mitsuchika
- Suibara Takaie
- Takemata Yoshitsuna
- Usami Sadamitsu
- Yamayoshi Toyomori
- Yasuda Akimoto
- Yasuda Nagahide
- Yoshie Kagesuke